# Робинзон Кузя
«Робинзон Кузя» — советский мультипликационный фильм 1978 года режиссёра Анатолия Резникова. Пародийная сказка на основе известного романа Даниеля Дефо «Робинзон Крузо» по сценарию Александра Антокольского.

## Сюжет
Главный герой мультфильма — мальчик Кузя, пионер, который был очень ленивым и не хотел трудиться. Друзья часто приходили к нему, чтобы попросить помощи или просто звали поиграть. Но Кузя всегда отказывал им. Его любимым занятием было чтение книги о Робинзоне Крузо. Он мечтал оказаться на месте главного героя на необитаемом острове. Однажды желание сбылось и Кузя оказался на необитаемом острове. Единственные, кто там жили — это четыре кота и попугай. По счастливому стечению обстоятельств пионер спас попугая из лап кошек, и тот в благодарность готов помогать Кузе советами. Первым испытанием стал приближающийся дождь. Кузя решил, что построить дом очень просто и быстро смастерил то, что на дом совсем не походило. Вторым испытанием стал голод, но нормальной еды, кроме бананов и кокосового молока, он не нашёл. Но вскоре ему предстоит третье испытание — злые кошки строят коварные планы по захвату попугая и Робинзона.

## Создатели
- Автор сценария: Александр Антокольский
- Режиссёр: Анатолий Резников
- Художник-постановщик: Геннадий Смолянов
- Оператор: Эрнст Гаман
- Композитор: Борис Савельев
- Звукооператор: Виталий Азаровский
- Над фильмом работали: Ю. Белов, Валерий Токмаков, О. Анашкина, В. Чурик, Игорь Медник, Александр Левчик, Андрей Колков, И. Дегтярёва, Лера Рыбчевская, Е. Ходина, Н. Дружинина, Н. Оранская, Лидия Варенцова, Галина Дробинина

## Роли озвучивали
| Актёр               | Роль                 |
| ------------------- | -------------------- |
| Петя Дегтярёв       | Кузя                 |
| Галина Иванова      | 1-й мальчик          |
| Бронислава Захарова | 2-й мальчик          |
| Эраст Гарин         | попугай              |
| Георгий Менглет     | кот-вождь            |
| Спартак Мишулин     | два чёрно-белых кота |
| Георгий Вицин       | бело-чёрный кот      |
| Валентин Никулин    | Робинзон Крузо       |
| Наталья Голубенцева | тройка пионеров      |

## Факты
- Мальчик Кузя, показывая попугаю обстановку своего жилища, говорит фразу: «Вот это стол — за ним едят! Вот это стул — на нём сидят!», что является цитатой из сказки Самуила Маршака «Кошкин дом».
- Подобный сюжет также наблюдается в фильме «Новый Гулливер» (1935), где мальчик Петя, заснув за чтением книги о Гулливере, попадает в страну Лилипутию и оказывается на месте героя.